# Strehovec
Strehovec je priimek več znanih Slovencev:
- Andrej Strehovec, arhitekt in oblikovalec
- Franci Strehovec, strokovnjak za ohranjanje arhivskega filmskega gradiva
- Janez Strehovec (*1950), filozof, raziskovalec novih medijev in elektronske literature, publicist in književnik
- Mirko Strehovec (1942—1992), športni novinar in reporter
- Tadej Strehovec (*1973), frančiškan, duhovnik in teolog
- Tomaž Strehovec, arhitekt, urbanist, prostorski planer